# Zagyva

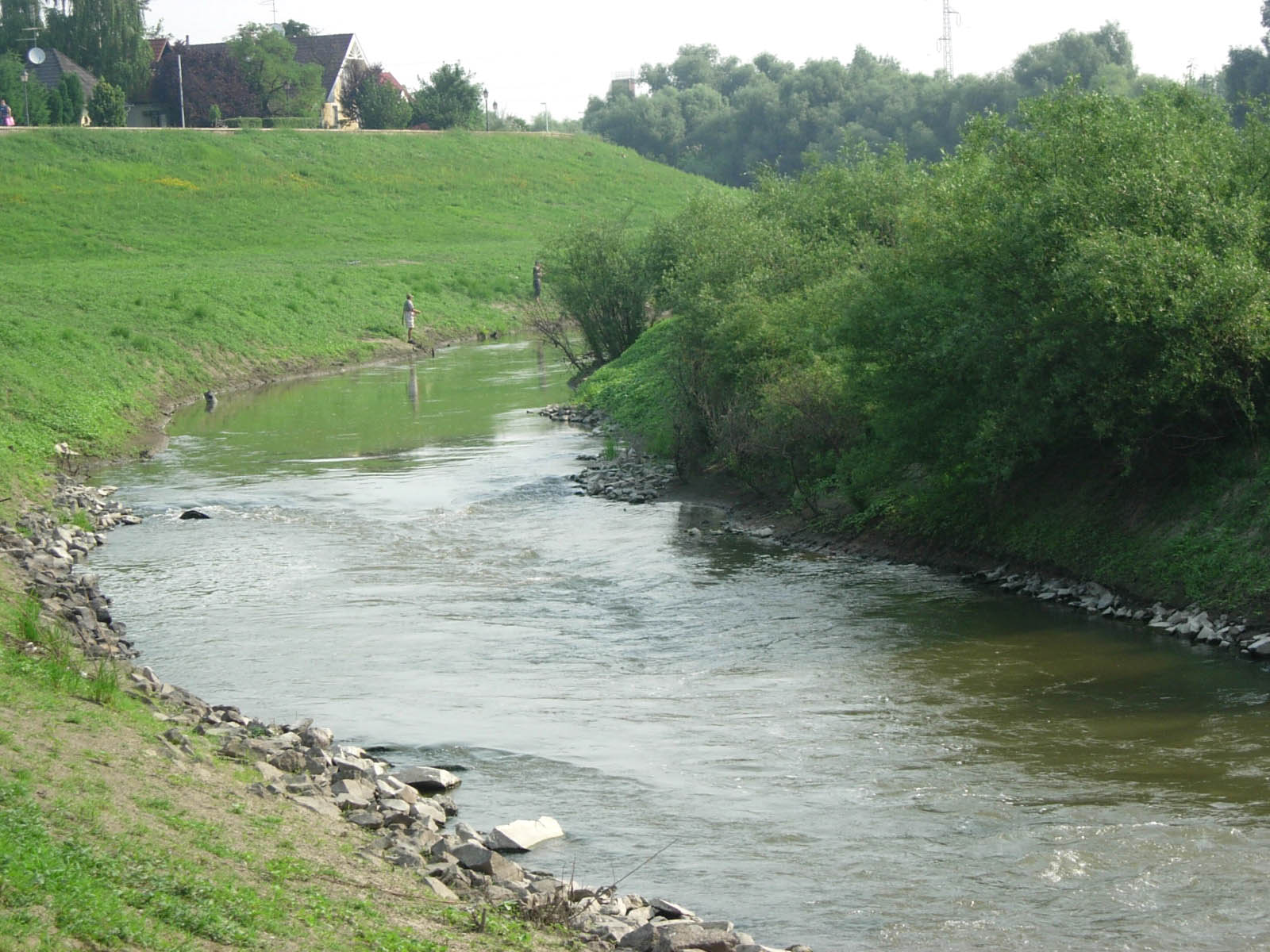
Zagyva

Zagyva är en 160 km lång flod i Ungern. Zagyva är en biflod till den stora floden Tisza som är en biflod till Donau.